# Geburtsfehlertheorie
Die sogenannte Geburtsfehlertheorie ist eine Doktrin der deutschen Außenpolitik, die Mitte der 1960er Jahre in der Großen Koalition unter Kurt Georg Kiesinger entstand. Sie wandte sich gegen die bis dahin vorherrschende Hallstein-Doktrin, die die Bundesrepublik seit 1955 verpflichtet hatte, die diplomatischen Beziehungen zu jedem Staat abzubrechen, der diplomatische Beziehungen mit der Deutschen Demokratischen Republik (DDR) einging. Ziel war die außenpolitische Isolation der DDR.
Wie sich schnell zeigte, war ein solches Vorgehen auf die Dauer nicht durchzuhalten. Daher entwickelten die Ostexperten des Auswärtigen Amts die Geburtsfehlertheorie, die konzedierte, dass die Satellitenstaaten der Sowjetunion die Beziehungen zur DDR nicht freiwillig, sondern unter sowjetischen Druck eingegangen seien. Diese Theorie unterschied also zwischen Staaten, die die DDR schon zwischen 1949 und 1955 anerkannt hatten, und solchen, die dies erst später taten. Nur die zweite Gruppe habe eine Wahl zwischen den beiden deutschen Gebieten gehabt und sei daher nach der Hallstein-Doktrin zu behandeln. Den Staaten des Ostblocks sei eine Anerkennung der DDR zur Festigung des politischen Systems Osteuropas nach dem Zweiten Weltkrieg praktisch aufgezwungen worden; dies sei als eine Art „Geburtsfehler“ anzusehen, den man hinnehmen müsse.